# 2022年東開普省水災
2022年1月10日，南非东伦敦的洪水造成多人死亡，数百人无家可归，许多简陋的房屋被冲走，尤其是在城外的姆丹察内。 科学家们认为，气候变化是造成东部海岸线更多干旱和洪水的原因。 死亡人数为14人，其中包括一名试图营救洪水受害者的警察潜水员。 